# Habronestes minor
Habronestes minor là một loài nhện trong họ Zodariidae.
Loài này thuộc chi Habronestes. Habronestes minor được Barbara C. Baehr miêu tả năm 2003.